# Frank Beck
Frank Beck (26 de junio de 1961) es un deportista alemán que compitió para la RFA en esgrima, especialista en la modalidad de florete.
Participó en los Juegos Olímpicos de Los Ángeles 1984, obteniendo una medalla de plata en la prueba por equipos. Ganó dos medallas en el Campeonato Mundial de Esgrima en los años 1981 y 1983.

## Palmarés internacional
| Juegos Olímpicos   | Juegos Olímpicos             | Juegos Olímpicos  | Juegos Olímpicos    |
| Año                | Lugar                        | Medalla           | Prueba              |
| ------------------ | ---------------------------- | ----------------- | ------------------- |
| 1984               | Los Ángeles (Estados Unidos) | Medalla de plata  | Florete por equipos |
| Campeonato Mundial |                              |                   |                     |
| Año                | Lugar                        | Medalla           | Prueba              |
| 1981               | Clermont-Ferrand (Francia)   | Medalla de bronce | Florete por equipos |
| 1983               | Viena (Austria)              | Medalla de oro    | Florete por equipos |